# Julius Meyer (Politiker, 1875)

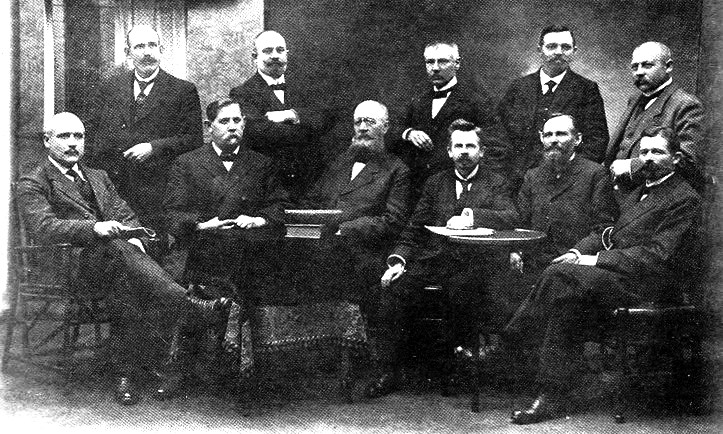
SPD-Fraktion im oldenburgischen Landtag 1916; Julius Meyer sitzt links außen

Julius Meyer (* 16. November 1875 in Wanzleben; † 31. Mai 1934 in Oldenburg) war ein deutscher Gewerkschafter und Politiker (SPD).

## Leben und Beruf
Meyer wurde als ältester Sohn eines Steinbildhauers und Brunnenbauers Julius Meyer und seiner Ehefrau Dorothee geb. Abel. geboren. Nach dem Besuch der Volksschule ab 1882 absolvierte er von 1889 bis 1892 eine Feilenhauerlehre in einer Schmiede. Anschließend arbeitete er als Kesselschmied und nach seiner Wanderschaft als Werftarbeiter auf der Kaiserlichen Werft Wilhelmshaven. Daneben engagierte er sich früh gewerkschaftlich und schloss sich dem Deutschen Metallarbeiter-Verband (DMV) an. 1899 wurde er deswegen und wegen seines Eintritts in die SPD von der Werft entlassen. Von 1899 bis 1904 war er zunächst ehrenamtlicher und von 1904 bis 1913 dann hauptamtlicher Bevollmächtigter des Metallarbeiterverbandes in Rüstringen.
Nach seiner Ministertätigkeit arbeitete er freiberuflich in Oldenburg, so etwa für die  Konsumgenossenschaft und für die Zeitung Republik bzw. Norddeutsches Volksblatt. 1932 trat er aus der SPD aus. Nach der Machtergreifung der Nationalsozialisten wurde seine berufliche Situation immer schwieriger. Das Norddeutsche Volksblatt wurde schließlich im März 1933 dauerhaft verboten, so dass er sich in einer ausweglos erscheinenden Situation am 31. Mai 1934 Suizid beging.

## Partei
Meyer war in Wilhelmshaven in die SPD eingetreten und fungierte 1906/07 als 1. Vorsitzender der Landesorganisation des SPD-Bezirks Oldenburg-Ostfriesland. Auf dem Parteitag in Essen im September 1907 vertrat er den 1. und 2. oldenburgischen Wahlkreis. 1912 war er Kandidat für den 1. hannoverschen Wahlkreis Norden-Emden-Leer, auch in der Kommunalpolitik war er aktiv. Von 1913 bis 1919 als Parteisekretär für den SPD-Bezirk Oldenburg-Ostfriesland in Rüstringen. Darüber hinaus war er Mitglied des zentralen Ausschusses der Partei.

## Abgeordneter
Meyer war von 1908 an zunächst Mitglied des Gemeinderates von Bant und ab 1911 bis 1920 Ratsmitglied der Stadt Rüstringen. Dem Oldenburgischen Landtag gehörte er, als einer der ersten SPD-Abgeordneten neben Paul Hug, von 1908 bis 1919 sowie erneut von 1923 bis 1932 an.

## Novemberrevolution
Während der Novemberrevolution gehörte Meyer zu den führenden Männern im Oldenburger Land. So vertrat er am 7. November 1918 in einer Soldatenversammlung in Oldenburg ihre Forderungen, fasste die Aufgaben des zu bildenden Soldatenrats in zehn Punkten zusammen, die denen der Kieler Vierzehn Punkten ähnelten und beantragte schließlich die Gründung des Soldatenrats. Am nächsten Tag sprach er auf der großen Volksversammlung in Wilhelmshaven, auf der der Großherzog für abgesetzt erklärt wurde. Am Morgen des 11. November 1918 begab er sich mit Paul Hug zu Staatsminister Scheer, um die Abdankung des Großherzogs zu erreichen, die wenige Stunden später dann auch erfolgte.

## Öffentliche Ämter
Noch am gleichen Tag wurde Meyer Mitglied des Oldenburgischen Landesdirektoriums und damit der Übergangsregierung Oldenburgs an. Vom 21. Juni 1919 bis zum 17. April 1923 amtierte er als Minister für Soziale Fürsorge, Verkehr und Gewerbe in der von Ministerpräsident Theodor Tantzen geführten Regierung des Freistaates Oldenburg. Vom 1. Oktober 1921 bis zum 11. Oktober 1922 übernahm er zusätzlich die Leitung des Justizministeriums.